# Echinosepala balaeniceps
Echinosepala balaeniceps là một loài thực vật có hoa trong họ Lan. Loài này được (Luer & Dressler) Pridgeon & M.W.Chase mô tả khoa học đầu tiên năm 2002.